# Cicero Matos
Cícero Matos Oliveira (Jacobina, 5 de abril de 1957), conhecido artisticamente como CMatos, é um artista plástico brasileiro autodidata. Sua produção transita entre pintura, escultura, estamparia e desenho, com ênfase em temas ligados à cultura popular nordestina, à religiosidade e ao cotidiano do interior da Bahia. Ao longo de sua carreira, participou de diversas exposições individuais e coletivas no Brasil e no exterior.

### Trajetória
Nascido em Jacobina, no sertão da Bahia, Cícero Matos cresceu em um ambiente familiar ligado ao ofício artesanal: filho de um comerciante de pedras preciosas e de uma artesã, teve na prática da mãe seus primeiros estímulos artísticos. Viveu a infância em cidades do interior baiano como Caém e Campo Formoso, o que influenciou profundamente seu repertório estético.
Aos 17 anos, mudou-se para Brasília, onde iniciou sua atividade profissional como artista, expondo seus trabalhos na tradicional Feira de Arte da Torre de TV. Posteriormente, transferiu-se para Salvador, onde ingressou na Faculdade de Belas Artes da Universidade Federal da Bahia (UFBA) e também teve uma breve passagem pela Fundação de Arte de Ouro Preto (FAOP), em Minas Gerais.
Na capital baiana, integrou o grupo "Baldeação", coletivo formado por artistas, poetas, fotógrafos e estudantes que atuavam com intervenções gráficas nos espaços urbanos, sendo apontado como uma das iniciativas precursoras do grafite em Salvador.

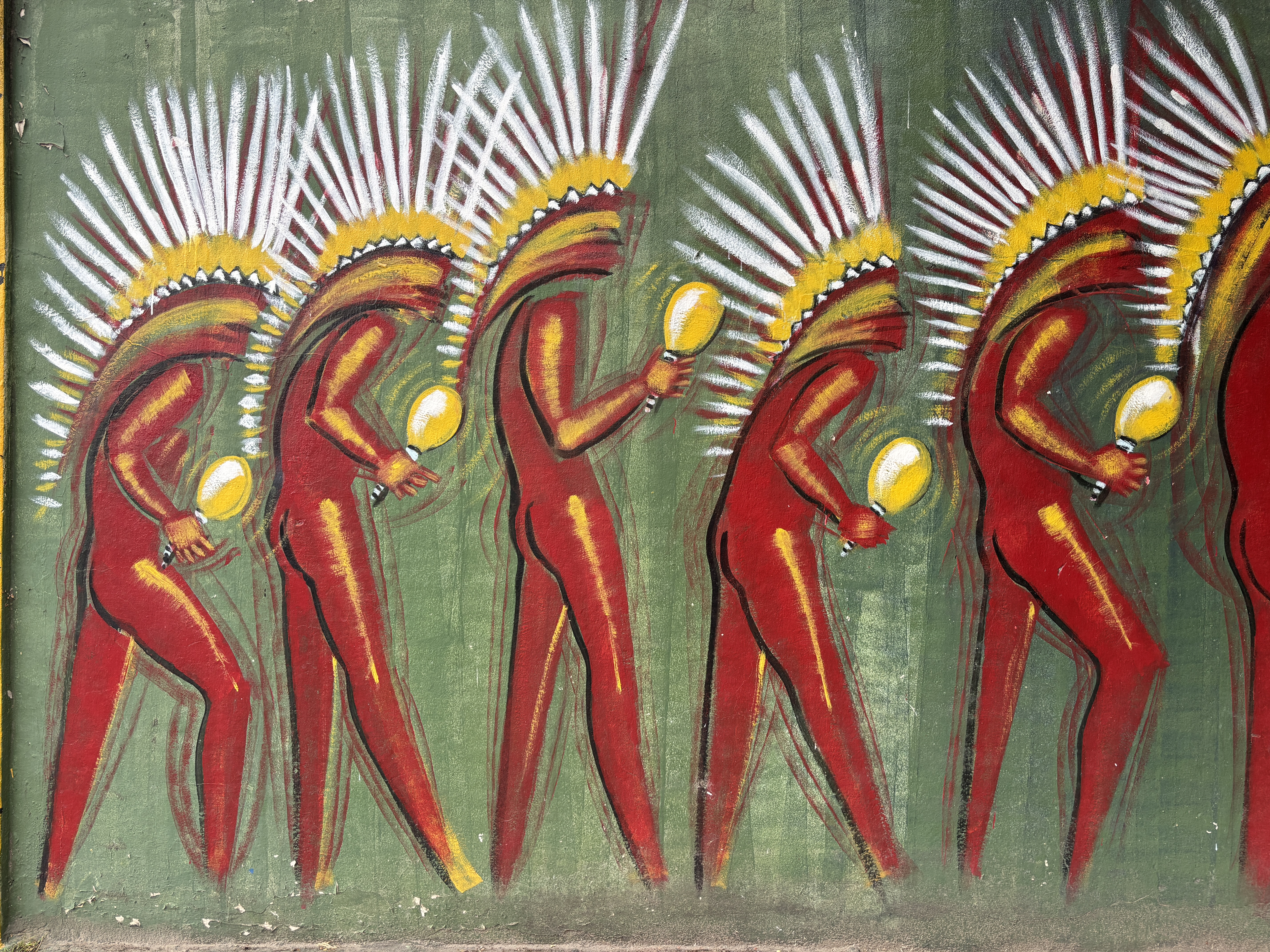
Povos indígenas - Cícero Matos - Muro da UNEB (Jacobina/BA)

Durante os anos 1990, viveu por seis meses na Suíça, período em que intensificou sua produção artística. De volta ao Brasil, instalou-se novamente em Salvador, onde fundou um ateliê/galeria no Pelourinho, espaço que abrigou exposições, apresentações musicais e encontros culturais. Foi nesse contexto que concebeu o movimento artístico "Papagaísmo", uma crítica irônica à tendência de rotular estilos por meio dos tradicionais “ismos” das vanguardas europeias.
Atualmente, reside e trabalha em Jacobina, onde continua a desenvolver sua obra.

### Estilo e obra

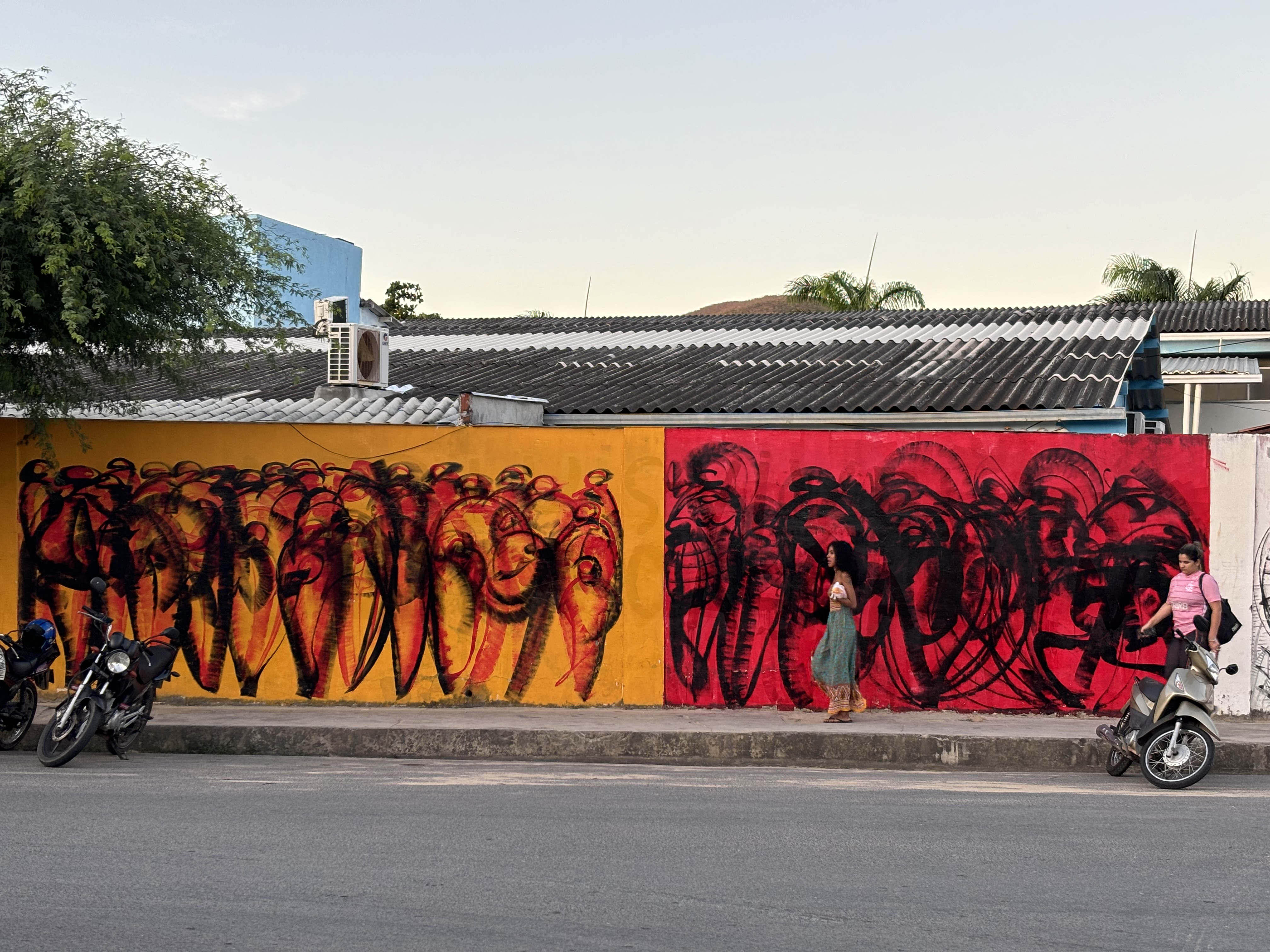

A arte de Cícero Matos é marcada por uma linguagem visual vibrante e simbólica, com destaque para a representação de paisagens urbanas, elementos arquitetônicos, festas religiosas e personagens do cotidiano nordestino. Seus trabalhos combinam técnicas diversas — como pintura acrílica, pirogravura e escultura em pedra-sabão — e exploram uma estética que mescla expressão popular, imaginação simbólica e crítica social sutil.
Embora suas composições frequentemente evoquem cenários e figuras da cidade de Jacobina, suas obras não se limitam ao retrato literal da realidade. Ao contrário, Matos constrói uma espécie de universo paralelo — uma “cidade poética” — onde memórias afetivas, referências religiosas e arquétipos populares se entrelaçam em uma narrativa visual própria.
Entre suas exposições de destaque está a mostra Sertão Forte, na qual apresentou 26 obras em acrílica sobre tela, refletindo sobre identidade, resistência e pertencimento regional.

### Legado
Cícero Matos é considerado um dos nomes relevantes da produção artística contemporânea do interior da Bahia. Sua obra é valorizada por integrar tradição e experimentação, combinando o imaginário popular a uma linguagem plástica autoral. Ao longo de sua carreira, também atuou como articulador cultural, promovendo iniciativas artísticas e contribuindo para a valorização da arte fora dos grandes centros urbanos.